# 島田宣来子
島田 宣来子（しまだ の のぶきこ、嘉祥3年（850年） - 没年不詳）は、菅原道真の正室。父は道真の師の一人といわれている島田忠臣。
道真が文章得業生であった貞観17年（875年）頃に道真に嫁ぐ。嫡男・菅原高視や宇多天皇の女御となった衍子らを生んだとされている。昌泰2年（899年）、道真邸で行われた彼女の50歳の賀に宇多上皇が御幸し、彼女を従五位下に叙した。
夫道真の大宰府への左遷後も京都に留まったものとされているが、その後の動向や死亡時期については不詳。岩手県一関市には、娘たちとともに落ち延びたという伝承と、宣来子の墓が残されている。